# Dole pri Polici
Dole pri Polici este o localitate din comuna Grosuplje, Slovenia, cu o populație de 106 locuitori.